# La Chevrolière

Localització de La Chevrolière

La Chevrolière (en bretó Kerc'hevrel, en gal·ló La Chaevrolèrr) és un municipi francès, situat a la regió de país del Loira, al departament de Loira Atlàntic, que històricament ha format part de la Bretanya. L'any 2006 tenia 4.925 habitants. Limita amb els municipis de Saint-Aignan-Grandlieu, Pont-Saint-Martin, Le Bignon, Geneston i Saint-Philbert-de-Grand-Lieu.

## Demografia
| 1962                                       | 1968  | 1975  | 1982  | 1990  | 1999  |
| ------------------------------------------ | ----- | ----- | ----- | ----- | ----- |
| 2.004                                      | 2.139 | 2.444 | 3.368 | 4.272 | 4.851 |
| Des de 1962: població sense dobles comptes |       |       |       |       |       |

## Administració
| Període   | Identitat         | Partit |
| --------- | ----------------- | ------ |
| 2001-2008 | Marie-José Veyrac | UMP    |
| 2008-     | Johann Boblin     |        |